# 25294 Johnlaberee
25294 Johnlaberee (tên chỉ định: 1998 WA17) là một main-belt minor planet. Nó được phát hiện bởi the Lincoln Near-Earth Asteroid Research project in Socorro, New Mexico, ngày 21 tháng 11 năm 1998. It has an orbit characterized by a semi-major axis equal to 3.1450308 AU và an eccentricity of 0.0977067, 1.63154° inclined to ' ecliptic. Nó được đặt theo tên John Alfred Laberee, III, a New Jersey homeschooled student và finalist in the 2008 Society for Science & the Public science competition – Broadcom MASTERS. Thirty science projects that had won top prizes in State competitions were selected from over 2,000 entries to be part of the week-long, multi faceted competition in Washington, DC. Society for Science và the Public publishes Science News Magazine. It also offers education programs for students và teachers, including Intel Science Talent Search và Giải thưởng Khoa học và Kỹ thuật Intel (ISEF), Broadcom MASTERS competition và the SSP Fellows program for teachers.